# Austrian Centre for Electron Microscopy and Nanoanalysis
Das Austrian Centre for Electron Microscopy and Nanoanalysis (Kurzform: FELMI-ZFE) ist ein Forschungsverbund des Instituts für Elektronenmikroskopie und Nanoanalytik (FELMI) der Technischen Universität Graz und des Zentrums für Elektronenmikroskopie Graz (ZFE, Mitglied der ACR-Gruppe, Austrian Cooperative Research) des gemeinnützigen Vereins zur Förderung der Elektronenmikroskopie.
Es befindet sich auf dem Campus Neue Technik Steyrergasse in Graz.
Das FELMI-ZFE ist ein Zentrum für Forschung und Dienstleistung, das allen Interessenten aus dem universitären und industriellen Bereich ein umfassendes Spektrum modernster elektronenmikroskopischer Untersuchungsmethoden zur mikrostrukturellen und mikrochemischen Charakterisierung von Materialien bietet.

## Geschichte
Eine Industriespende aus dem Jahr 1949 bildete die Grundlage für die Anschaffung des ersten Elektronenmikroskops an der Technischen Hochschule Graz. 1950 wurde mit dem Aufbau einer elektronenmikroskopischen Forschungsstelle unter der Leitung von Fritz Grasenick begonnen. 1951 wurde schließlich das erste Elektronenmikroskop, das „Übermikroskop UEM100“ von Siemens & Halske erworben. Bei der Eröffnungszeremonie waren Ernst Ruska, Werner Glaser und Otto Wolf anwesend. Zwar stellte die Technische Hochschule Räume und Infrastruktur zur Verfügung, dennoch war es von Anfang an notwendig, Investitionen und die hohen Betriebskosten durch die Übernahme von industriellen Forschungsaufträgen und die daraus erzielten Einkünfte zumindest teilweise zu decken. Das rasch zunehmende Interesse und die damit verbundene erhöhte Inanspruchnahme machten den Ausbau der Forschungsstelle in personeller und apparativer Hinsicht notwendig. Im Bestreben, die Bemühungen aller Förderstellen zusammenzufassen wurde 1959 der gemeinnützige Verein zur Förderung der Elektronenmikroskopie und Feinstrukturforschung unter der Präsidentschaft des Landeshauptmannes Josef Krainer senior gegründet. Dem Verein wurde das Zentrum für Elektronenmikroskopie (ZFE) zugeordnet. In der Personalunion des Leiters beider Institute wird die Rolle des Instituts als Mittler zwischen Forschung und Praxis deutlich. Über die Jahre hinweg wurden weitere Hochleistungsmikroskope erworben. 2011 erfolgte die bis dato kostspieligste und aufwändigste Anschaffung, als ein bis zu diesem Zeitpunkt weltweit einzigartiges Rastertransmissions-Elektronenmikroskop in Betrieb genommen wurde. Das ASTEM (Austrian Scanning Transmission Electron Microscope) ermöglicht Vergrößerungen um das mehr als Einmillionenfache, somit wird atomare Auflösung erreicht. Mit einer Investition von 4,5 Mio. Euro handelte es sich um eine der größten Investitionen in die wissenschaftliche Infrastruktur in Österreich.

### Institutsleiter
| 1951–1981 | Fritz Grasenick    |
| 1982–1988 | Herwig Horn        |
| 1989–1999 | Wolfgang Geymayer  |
| 2000–2020 | Ferdinand Hofer    |
| 2021–     | Gerald Kothleitner |

## Organisation und Mitarbeiter

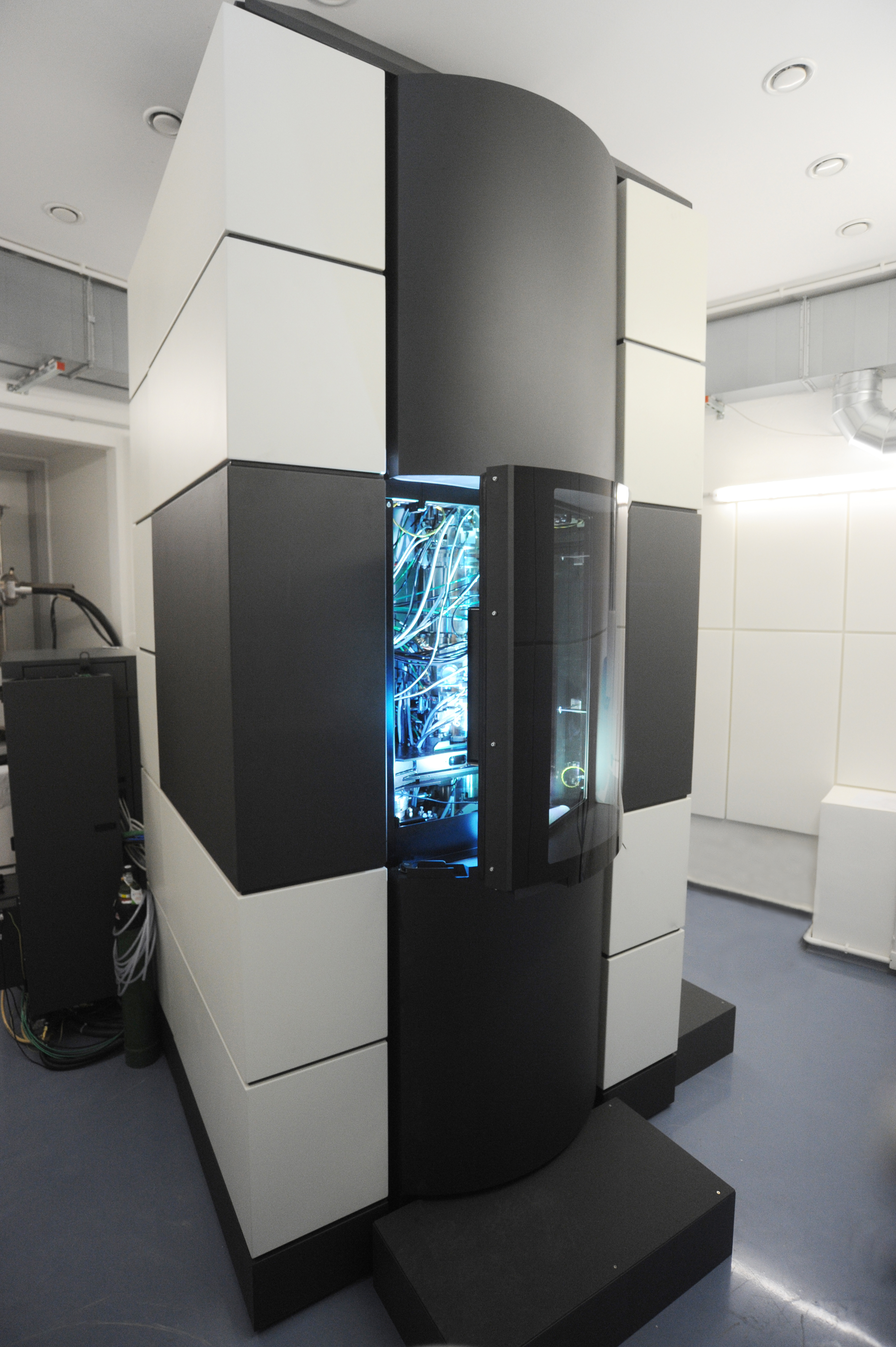
Das ASTEM ist ein FEI Titan³ G2 60-300.

Im Forschungsverbund sind ca. 50 Mitarbeiter beschäftigt. Diese Zahl schwankt aufgrund der zahlreichen Dissertations- und Forschungsprojekte. Jährlich besuchen etwa 300 Wissenschaftler das FELMI-ZFE.

### Internationale Zusammenarbeit
Kooperiert wird mit rund 30 Forschungsinstituten und 140 Unternehmen. Seit der Anschaffung des ASTEM ist das FELMI-ZFE auch im europäischen Forschungsnetzwerk ESTEEM3 (Enabling Science and Technology through European Electron Microscopy) vertreten, welches die Forschungsexpertise von 14 elektronenmikroskopischen Laboren in Europa vereinigt.

## Aufgaben
Die Forschungsaktivitäten des Instituts konzentrieren sich auf die Entwicklung neuer mikroskopischer Untersuchungs- und Präparationsmethoden für die Mikro- und Nanoanalytik von Werkstoffen, Bauelementen und Biomaterialien mittels Elektronenmikroskopie und verwandter mikroskopischer Methoden. Im Institut sind derzeit die leistungsfähigsten Elektronenmikroskope Mitteleuropas im Einsatz.

### Forschungsschwerpunkte
Fünf Arbeitsgruppen forschen zu vier Schwerpunkten:
- Nanoanalytik von Materialien
- Funktionelle Nanostrukturen[10]
- 3D und in situ Charakterisierung
- Polymere und biologische Materialien

### Wissenschaftliche Instrumentierung
- Rasterelektronenmikroskop (REM)
- Transmissionselektronenmikroskop (TEM)
- Infrarot- und Ramanmikroskop (IR/Raman)
- Focused-Ion-Beam-Mikroskop (FIB)
- Rasterkraftmikroskop (AFM)
- Röntgenbeugung (XRD)
- Probenpräparation

### Ausbildung und Lehre
Im Studienjahr 2019/20 belegten ca. 600 Studierende Vorlesungen und Übungen am Institut für Elektronenmikroskopie und Nanoanalytik oder absolvierten Praktika. Die Lehrveranstaltungen entfallen auf die Bereiche Grundlagen der Physik, Materialanalytik, Elektronenmikroskopie wie auch Nanostrukturierung. Außerdem werden laufend Lehrlinge in den Bereichen Chemielabortechnik und Medientechnik ausgebildet.